# Loreto (municipi de Zacatecas)
Loreto és un municipi a l'estat de Zacatecas a la part sud de l'estat de Zacatecas. Limita al nord amb els municipis de Valparaíso, al sud amb Trancoso, a l'oest amb Riva Palacio i a l'est amb Cuencamé. La localitat de Loreto és el cap de municipi i principal centre de població d'aquesta municipalitat.